# Serravalle di Chienti
Serravalle di Chienti è un comune italiano di 1 034 abitanti della provincia di Macerata nelle Marche.

## Geografia fisica
Serravalle di Chienti è un comune italiano di montagna dell'Alto Maceratese. Il suo vasto territorio è in gran parte montuoso e ricoperto di boschi e di pascoli. Le aree coltivabili, ad eccezione dell'altopiano di Colfiorito sono scarse e poco produttive. Il capoluogo è attraversato dal fiume Chienti.
Lo spartiacque appenninico tirreno-adriatico attraversa il territorio comunale che comprende i bacini idrografici del Chienti, del Potenza (che sfociano in Adriatico) e del Vigi, affluente di destra del Nera, che a sua volta di immette nel Tevere, che sfocia nel Tirreno. Il punto più alto del territorio comunale coincide con la cima di Poggio Martello, posta a m. 1499.4 di altitudine nella zona meridionale del comune. Altro importante rilievo è rappresentato dal Monte Igno che raggiunge i 1.435 metri.
L'intero territorio del comune di Serravalle di Chienti è disseminato da numerosissime fonti naturali utilizzate fin dall'antichità per l'abbeveramento del bestiame da pascolo, oggi mete di altrettanti possibili itinerari per escursioni a piedi, a cavallo o in mountain bike.
Le fonti di Serravalle di Chienti: Fonte di Brogliano, Fonte Cagnolo, Fonte Casco, Fonte della Rocca di sopra, Fonte della Rocca di sotto, Fonte Valzacchera, Fonte delle Mattinate, Fonte li Coi, Fonte di Capriglia, Fonte della Romita, Fonte Minutella, Fonte Liquida, Fonte Salegri, Fonte Forno, Fonte della Mula, Fonte della Scarsa, Fonte Lailla, Fonte Pampanoni, Fonte capo Fossa, Fonte Formaccia, Fonte Vecchia, Fonte del Colle, Fonte Scentelle, la Fontanaccia, Fonte Sbrocconare, Fontanelle, Fonte di Sotto, Fonte Vecchia, la Verna, Fonte Corvigione, Fonte delle Tassete, Fonte Prata basse, Fonte delle Fàore, Fonte Sambuco, Fonte Riale, Fontuccia di Camporlo.

## Storia
Il territorio del comune di Serravalle è stato teatro di vicende umane fin dal Paleolitico. Presso la sede comunale di Serravalle di Chienti è possibile visitare infatti il laboratorio di restauro - Museo Paleo-Archeologico, gestito dal Comune, dall'Associazione Pro Loco e dai ricercatori dell'Università di Camerino, dipartimento di Scienze della Terra. Il Museo espone parte dei ritrovamenti fossiliferi risalenti al Pleistocene Inferiore e Medio provenienti dagli scavi effettuati nelle frazioni di Colle Curti e Cesi. Le ricerche ebbero inizio nel 1988, quando alcuni ricercatori dei Dipartimenti di Scienze della Terra e dei Musei di Storia Naturale dell'Università di Firenze e di Camerino, in collaborazione con la Soprintendenza Archeologica delle Marche, scoprirono una serie di manifestazioni fossilifere di superficie; in quegli anni si decise di dare priorità alle zone che avevano restituito maggiori risultati: tra cui appunto Collecurti (il cui scavo, dal 1987 è andato avanti per circa 5 anni) e Cesi (i cui scavi ebbero inizio nel 1993).
A Collecurti sono stati trovati resti di: ippopotamo (Hippopotamus antiquus) che è l'animale che ha lasciato più tracce del suo passaggio, ed è molto simile all'ippopotamo attuale (Hippopotamus amphibius); rinoceronte (Stephanorhinus hundsheimensis), un elefante di origine africana (Mammuthus meridionalis) che raggiunse l'Europa verso i 2,5 milioni di anni fa e possedeva una volta cranica molto sviluppata e zanne molto ricurve; 
- cervo di media taglia imparentato con il daino attuale, pur non essendo un suo antenato diretto, e di grande taglia, che ci testimonia la discesa in Europa di animali adatti a climi relativamente più freddi, visto che è una specie di origine asiatica; 
- cane di taglia minore, simile agli sciacalli attuali, con cui è imparentato; 
- cane dalla struttura robusta, simile a quella di un lupo; 
- ORSO di taglia più piccola rispetto all'orso bruno attuale; 
- ienide; 
- roditore;
- antilope.
Il bacino di Cesi è, invece, costituito da una successione sedimentaria meno spessa, ma anch'essa di ambiente lacustre. Il livello fossilifero ha prodotto un'associazione faunistica di elefanti, rinoceronti, equidi, ippopotami, daini, cervi, bisonti ed una tigre dai denti a sciabola. Per quanto riguarda la datazione l'associazione più evoluta risulta essere quella di Cesi è può essere datata circa 700.000 anni fa, mentre i ritrovamenti di Colle Curti indicano un'età di circa 900.000 anni. Il Museo è aperto sabato, domenica e festivi dalle 10:30 alle 12:30, tutti i giorni a richiesta contattando l'Associazione Pro Loco di Serravalle di Chienti; l'ingresso è gratuito. Con la comparsa dei primi ominidi, l'altopiano rappresentò ben presto un punto nodale degli itinerari transappenninici e un'area privilegiata di rifugio per insediamenti stabili o stagionali.
Testimonianza importante per quel che concerne queste frequentazioni antropiche sono i numerosi manufatti litici in selce, le decine di schegge e frammenti silicei, carboni, millimetrici noduli di ocra, denti e frammenti ossei di vertebrati, tutti provenienti dai livelli di granulometria più sottile della sequenza deposizionale trovata a Fonte delle Mattinate (Serravalle di Chienti) e databile al Paleolitico superiore, 45.000 e 30.000 anni fa. Questi reperti sono stati trovati durante la realizzazione di una galleria di drenaggio, indispensabile ad evitare il totale impaludamento della piana di Colfiorito , che ha intercettato a nord una galleria di epoca romana avente la stessa funzione, mentre a sud le sezioni artificiali hanno tagliato un'articolata sequenza deposizionale contenente livelli di frequentazione paleolitica.
Nonostante i materiali raccolti dalle sezioni e dai saggi siano rappresentati per lo più da scarti di lavorazione e da sporadiche presenze di nuclei e pezzi ritoccati (grattatoi), il loro stato di conservazione è ottimo, soprattutto per i reperti litici visibili sulle sezioni. Gli strumenti costituiscono circa il 7% dell'insieme litico e contano in totale 25 esemplari. Si sono rinvenute anche presenze di focolari residui che, insieme agli altri rinvenimenti sopra nominati, hanno contribuito a contestualizzare il sito in tre fasi di occupazione da parte di cacciatori-raccoglitori del gravettiano-epigravettiano (Paleolitico superiore), probabilmente intorno a 24.000 anni fa.
Le tracce lasciate dai frequentatori dell'area indicano che stagionalmente il luogo doveva essere praticabile benché umido e inserito in un contesto climatico freddo, in quanto ricco di selvaggina e altre risorse alimentari, nonché di sostanze coloranti come l'ocra.
Inoltre il sito possedeva tutti i caratteri di una zona di confine e di passaggio, situata in prossimità dello spartiacque appenninico posto al margine di un'area umida, piana e depressa, ma da cui potevano facilmente essere raggiunte le circostanti zone rilevate.
L'inizio dell'età dei metalli è attestato grazie al rinvenimento sporadico del ripostiglio composto da 18 asce di bronzo, rinvenute ai piedi della parte occidentale del Monte Trella.
Oggi conservate al Museo Archeologico di Perugia, furono trovate sul tracciato viario di vitale importanza, noto come via della Spina, usato fino in età moderna come via di transumanza. Le asce sono a margini rialzati, databili all'età del bronzo iniziale (XIX – XVII secolo a.C.) e appartenenti ad una facies culturale propria dell'Italia Centrale tirrenica con espansione verso l'Umbria.
Dalla sommità di M. Prefoglio, presso la frazione Taverne, provengono anche dei frammenti ceramici datati all'età del bronzo finale, dove probabilmente deve identificarsi un luogo di culto.
Mancano attualmente attestazioni dirette dell'altopiano Plestino dell'età del bronzo recente, anche se i complessi rinvenuti in aree limitrofe, strettamente collegati con l'area Plestina, (gli insediamenti dell'età del bronzo medio e recente di Pieve Torina e Piani di Sorifa, M. Primo di Pioraco) fanno ritenere che tale assenza sia probabilmente casuale.
Le ricerche archeologiche topografiche, condotte su tutto il bacino Plestino, hanno comunque permesso di ricostruire l'aspetto del territorio antico a partire dagli inizi dell'età del ferro (fine X-inizi IX secolo a.C.), quando è attestata una presenza umana stabile e continua. Questa è rilevabile da resti di villaggi e di capanne identificati ed in parte esplorati, dislocati lungo la sponda sud-occidentale del (prosciugato) Lago Plestino secondo un modello insediativo già riconosciuto in altre località dell'Italia Centrale come la Conca del Velino.
I siti individuati al momento sono tre: il primo intorno alla località La Capannaccia (dove in età arcaica si svilupperà il santuario della dea Cupra), che ha restituito frammenti di ceramica di impasto databili dal IX al VII secolo a.C.; il secondo presso l'area della città romana di Plestia è stato oggetto di ricerche condotte da D. Lollini (1967) e da L. Bonomi Ponzi (1986-89), che hanno permesso l'individuazione di resti fondi capanna a pianta subcircolare con intelaiatura di pali e focolare, che furono abbandonate già all'inizio del VI secolo a.C., questo insediamento e quello precedente sono delimitati da un fosso che scorre verso est; il terzo sito nei pressi della Fonte Formaccia, vicino Taverne che ha restituito prevalentemente olle a fondo piano, orlo svasato e labbro ingrossato.
Probabilmente queste capanne erano relative a gruppi di capanne aventi una struttura sociale parentale. Sono tutte situate in punti nodali, fondamentali per un'economia di scambio. Di rilevante interesse la necropoli di Taverne di Serravalle, ancora non indagata in modo estensivo, che doveva essere in relazione con l'abitato protostorico di Fonte Formaccia e di Colfiorito. Ad oggi, sono state portate alla luce solo 2 tombe di fase orientalizzante esposte al Museo archeologico nazionale di Ancona.
Ben più note restano le frequentazioni antropiche per la "fase romana", visti anche gli studi effettuati per l'altopiano plestino a cui Serravalle è strettamente legata. A tal proposito va ricordato quando nel 1998, nel corso della realizzazione di una nuova galleria di convogliamento delle acque della piana di Colfiorito nel Fiume Chienti, resa necessaria per la parziale ostruzione, a causa del sisma del 1997, della rinascimentale “Botte di Varano”, fu individuata un'opera analoga di età romana. Il manufatto, lungo almeno 1 km, con imbocco su margine NO della piana di Colfiorito, fino a sboccare nel tratto iniziale del fiume Chienti, è realizzato quasi totalmente in galleria con blocchi e conci di travertino spugnoso, messi in opera a secco e accuratamente squadrati rappresenta un unicum in tutta la regione marche.
L'opera di bonifica della Paludem, iniziata dai Romani, fu portata a compimento dai Varano di Camerino nel 1464. In questo periodo Serravalle di Chienti fu, assieme a Esanatoglia, Gagliole e Fiordimonte, una delle quattro fortezze poste a difesa della signoria camerte.

## Monumenti e luoghi d'interesse
- Chiesa di Santa Maria di Pistia
- Chiesa di Santa Lucia
- Convento di Brogliano
- Santuario della Madonna del Piano
- Chiesa di San Salvatore, Acquapagana
- Chiesa della Madonna del Sasso
- Botte dei Varano
- Monumento a Giovanni Paolo II, opera eseguita dallo scultore Arnaldo Mazzanti

## Società

### Evoluzione demografica
Abitanti censiti

## Cultura

### Arte
La chiesa parrocchiale ospita affreschi di Simone e Giovanfrancesco De Magistris (XVI secolo). La chiesa è stata però danneggiata a causa del terremoto che colpì la zona nel 1997. Il Palazzo Comunale è un'interessante opera di architettura e arte: è stato infatti progettato nel 1960 dall'Architetto Pier Luigi Nervi. La struttura è caratterizzata dal porticato all'ingresso, dalle particolari finestre del primo piano strette ed alte, nonché dall'effetto a rilievo della parete frontale che dà un'impressione di armonioso movimento alla struttura architettonica.

### Musica
Si celebra nell'altopiano di Colfiorito, nel comune di Serravalle del Chienti, il festival di musica celtica Montelago Celtic Festival.

## Economia
L'economia di Serravalle di Chienti si è basata, fino agli anni cinquanta, sulla pastorizia e sulla produzione del carbone per mezzo di disboscamenti programmati della frequenza di 15-20 anni, nelle zone regolamentate dalla Comunanza Agraria. Figura centrale della produzione è il Carbonaio e la sua somara. Il legname, trasportato in uno dei numerosi spiazzi circolari creati appositamente, veniva lavorato e convertito in carbone mediante la "Cotta". Era inoltre fiorente una "scuola" edile, infatti moltissimi artigiani muratori provenivano, ed in parte provengono ancora, da Serravalle.
Oggi l'economia locale è basata sul taglio di legname che non viene più lavorato, ma semplicemente tagliato e rivenduto. La pastorizia è limitata a pochi capi di bovini e cavalli. Nella Piana di Colfiorito è sviluppata l'industria, soprattutto quella dei formaggi.

## Infrastrutture

### Strade
Il principale collegamento e la superstrada SS 77 (collegamento est-ovest da Civitanova Marche a Foligno) ed ha lo svincolo "Serravalle di Chienti" che permette direttamente di raggiungere la cittadina.

## Amministrazione
| Periodo          | Periodo          | Primo cittadino         | Partito                     | Carica  | Note        |
| ---------------- | ---------------- | ----------------------- | --------------------------- | ------- | ----------- |
| 12 dicembre 1985 | 2 giugno 1990    | Egidio Cingolani        | Partito Socialista Italiano | Sindaco | [ 6 ]       |
| 2 giugno 1990    | 28 novembre 1992 | Antonio Amanti          | Partito Socialista Italiano | Sindaco | [ 6 ] [ 7 ] |
| 28 novembre 1992 | 24 aprile 1995   | Venanzo Ronchetti       | Centro-sinistra             | Sindaco | [ 6 ]       |
| 24 aprile 1995   | 14 giugno 1999   | Venanzo Ronchetti       | Centro-sinistra             | Sindaco | [ 6 ]       |
| 14 giugno 1999   | 14 giugno 2004   | Venanzo Ronchetti       | Lista civica                | Sindaco | [ 6 ]       |
| 14 giugno 2004   | 8 giugno 2009    | Rinaldo Rocchi          | Centro-sinistra             | Sindaco | [ 6 ]       |
| 8 giugno 2009    | 26 maggio 2014   | Gabriele Santamarianova | Lista civica                | Sindaco | [ 6 ]       |
| 26 maggio 2014   | 27 maggio 2019   | Gabriele Santamarianova | Lista civica                | Sindaco | [ 6 ]       |
| 27 maggio 2019   | 9 giugno 2024    | Emiliano Nardi          | Insieme per Serravalle      | Sindaco | [ 6 ]       |
| 10 giugno 2024   | in carica        | Rinaldo Rocchi          | Unione Democratica          | Sindaco | [ 6 ]       |

## Galleria d'immagini

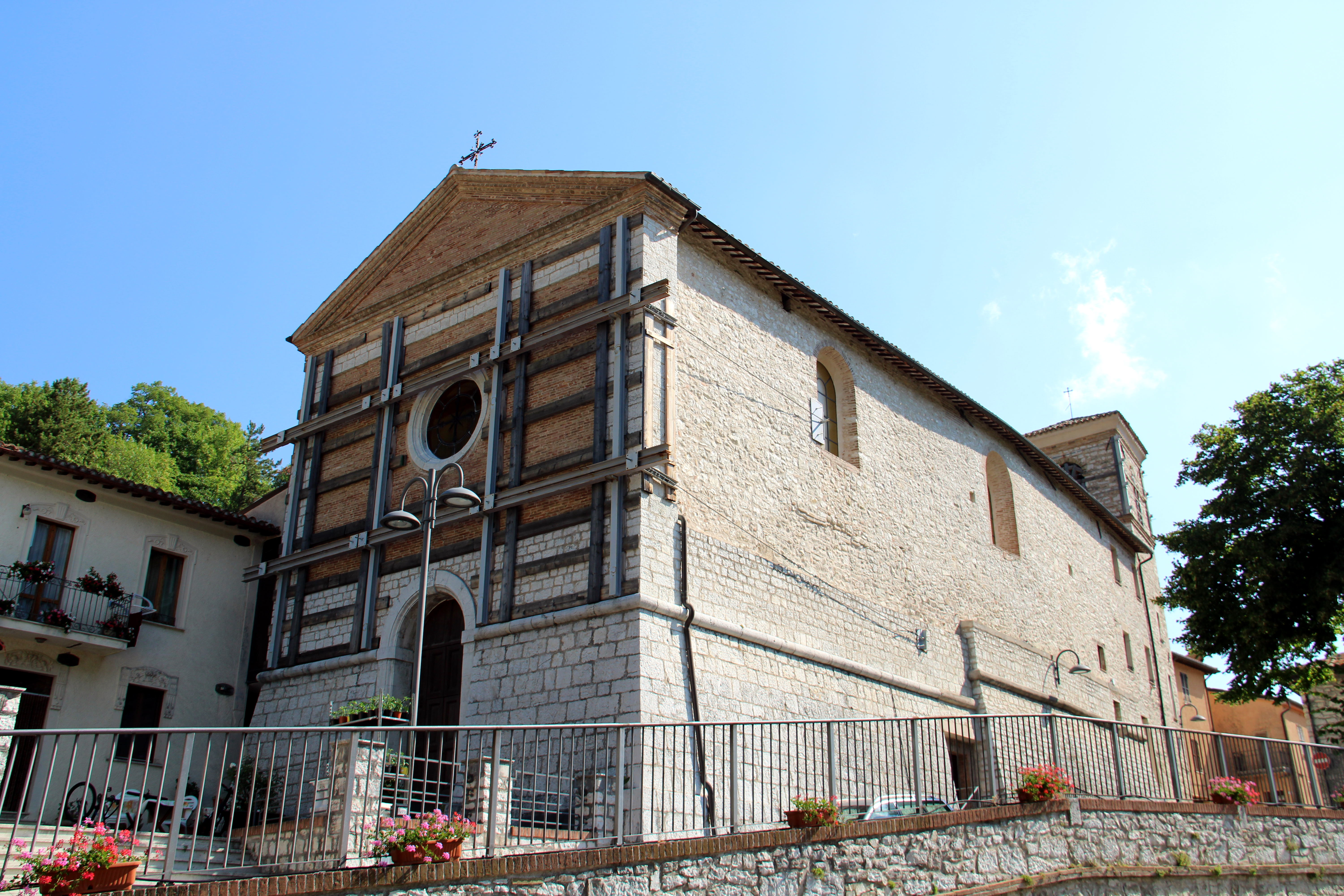
Chiesa di Santa Lucia
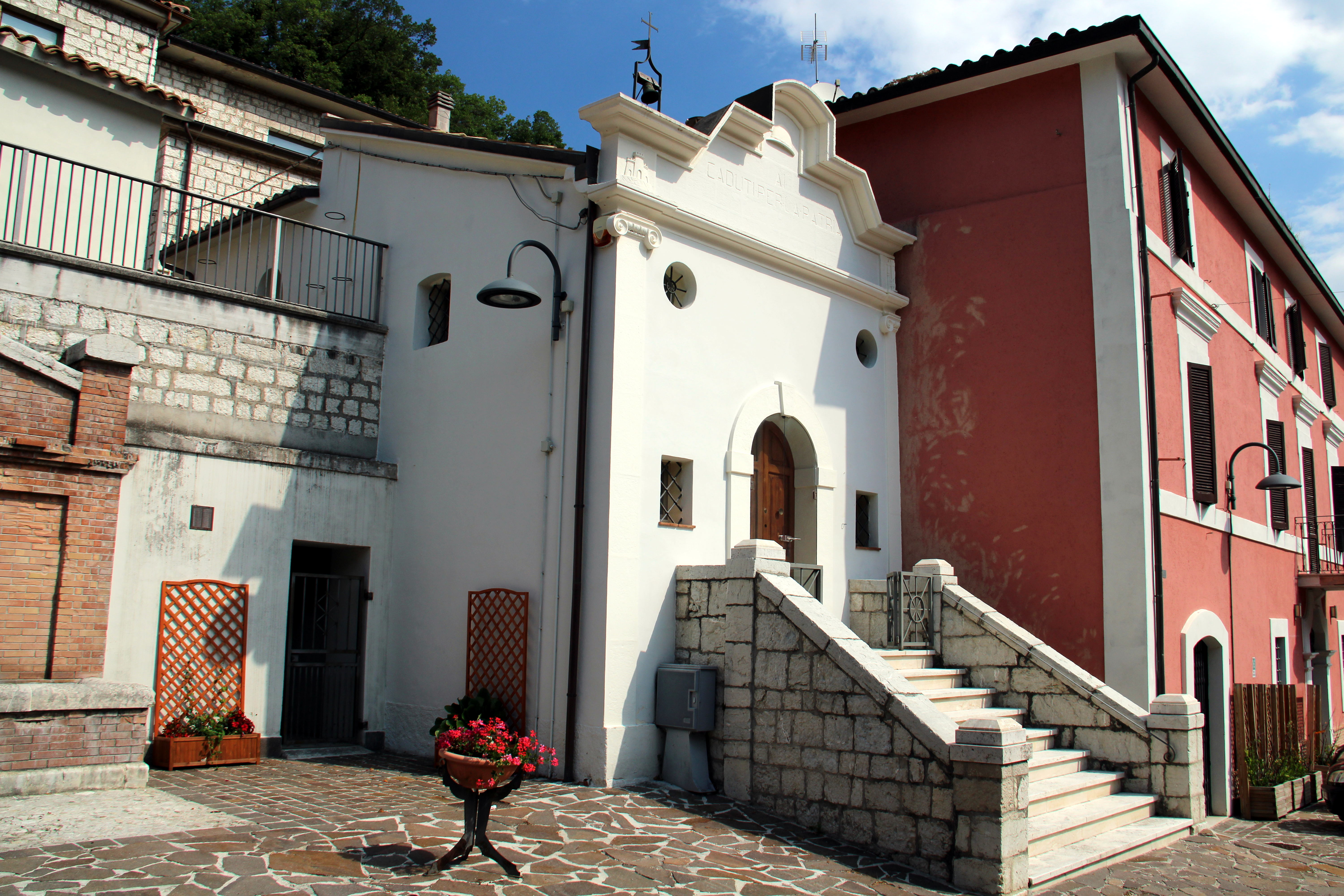
Chiesa di Santa Felicita
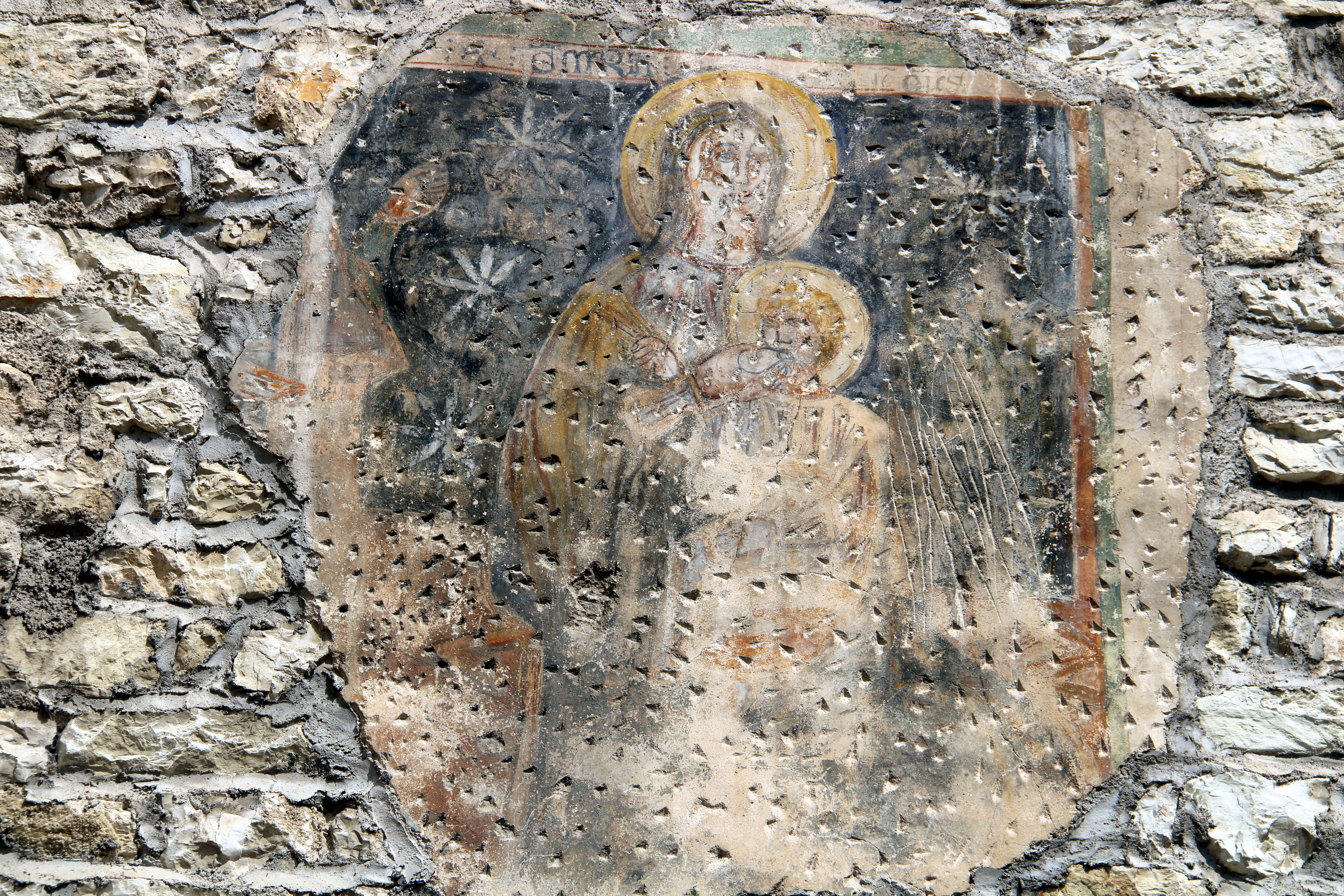
Madonna del Latte